# Brachycephalidae
Brachycephalidae är en familj av stjärtlösa groddjur som förekommer med omkring 50 arter i Brasilien och norra Argentina.

## Beskrivning
Dessa groddjur har en sköld av benvävnad över kotorna som påminner om en sadel. Några arter är mindre än 10 mm lång och tillhör så de minsta groddjuren i världen. De största individerna är cirka 55 mm långa. Kroppsfärgen kan vara anpassad till levnadsområdet (kamouflage) men det finns också arter som är gul eller orange. Antalet tår är reducerade, vid framfoten finns tre tår och vid bakfoten bara en eller två. De flesta arterna är aktiva på dagen och vistas i lövansamlingar i regnskogar. Efter äggläggningen täcker honan äggen med jord för att gömma de. Brachycephalidae genomgår ingen metamorfos, det färdiga groddjuret kläcks direkt ur ägget.
Efter upptäckten antogs att arterna är äkta paddor men det visade sig att de saknar vissa morfologiska egenskaper som är kännetecknande för paddor, främst ett organ som hos paddor sitter bredvid njuren (Bidder's organ).
Enligt en revision av Hedges et al. (2008) delas familjen i två släkten med tillsammans 51 arter. Släktena skiljer sig inte i utseende utan bara i sina genetiska egenskaper.
- Brachycephalus (Fitzinger, 1826), med 19 arter.
- Ischnocnema (Reinhardt & Lütken, 1862), med 32 arter.